# Selecció neerlandesa de corfbol
La selecció neerlandesa de corfbol és dirigida per la Koninklijk Nederlands Korfbalverbond (KNKV) i representa Països Baixos a les competicions internacionals de corfbol. La federació va ser fundada l'any 1903 i té la seu a Zeist.
L'onze de juny de 1933 va ser una de les fundadores de la Federació Internacional de Corfbol juntament amb la Federació belga.
És la gran dominadora d'aquest esport a nivell mundial. Ha guanyat 8 dels 9 Campionats del Món disputats i els 5 campionats d'Europa.

## Història
| Campionat del Món |                      |                           |               |
| Any               | Campionat            | Seu                       | Classificació |
| 1978              | 1r Campionat del Món | Amsterdam (Països Baixos) | Campiona      |
| 1984              | 2n Campionat del Món | Anvers (Bèlgica)          | Campiona      |
| 1987              | 3r Campionat del Món | Makkum (Països Baixos)    | Campiona      |
| 1991              | 4t Campionat del Món | Anvers (Bèlgica)          | 2a plaça      |
| 1995              | 5è Campionat del Món | Nova Delhi (Índia)        | Campiona      |
| 1999              | 6è Campionat del Món | Adelaida (Austràlia)      | Campiona      |
| 2003              | 7è Campionat del Món | Rotterdam (Països Baixos) | Campiona      |
| 2007              | 8è Campionat del Món | Brno (República Txeca)    | Campiona      |
| 2011              | 9è Campionat del Món | Shaoxing (Xina)           | Campiona      |

| World Games |                 |                           |               |
| Any         | Campionat       | Seu                       | Classificació |
| 1985        | 2ns World Games | Londres (Anglaterra)      | Campiona      |
| 1989        | 3rs World Games | Karlsruhe (Alemanya)      | Campiona      |
| 1993        | 4ts World Games | The Hague (Països Baixos) | Campiona      |
| 1997        | 5ns World Games | Lahti (Finlàndia)         | Campiona      |
| 2001        | 6ns World Games | Akita (Japó)              | Campiona      |
| 2005        | 7ns World Games | Duisburg (Alemanya)       | Campiona      |
| 2009        | 8ns World Games | Kaohsiung (Taiwan)        | Campiona      |

| Campionat d'Europa |                       |                    |               |
| Any                | Campionat             | Seu                | Classificació |
| 1998               | 1r Campionat d'Europa | Portugal           | Campiona      |
| 2002               | 2n Campionat d'Europa | Catalunya          | Campiona      |
| 2006               | 3r Campionat d'Europa | Budapest (Hongria) | Campiona      |
| 2010               | 4t Campionat d'Europa | Països Baixos      | Campiona      |
| 2014               | 5è Campionat d'Europa | Portugal           | Campiona      |